# Beloiannisz, Fejér
Beloiannisz (în greacă Μπελογιάννης, transliterat: Beloyannis) este un sat în districtul Dunaújváros, județul Fejér, Ungaria, având o populație de 1.093 de locuitori (2011).

## Istoric
Satul s-a numit inițial Görögfalva. Din anul 1952 poartă numele politicianului comunist Nikos Beloiannis.

## Demografie
Componența etnică a satului Beloiannisz
     Maghiari (70,45%)
     Greci (22,48%)
     Germani (0,8%)
     Necunoscut (5,21%)
     Romi (0,5%)
     Alții (6,79%)
Componența confesională a satului Beloiannisz
     Fără religie (19,67%)
     Romano-catolici (16,56%)
     Ortodocși (12,81%)
     Reformați (4,48%)
     Atei (3,29%)
     Necunoscută (42,91%)
     Greco-catolici (0,27%)
     Alte religii (1,37%)
Conform recensământului din 2011, satul Beloiannisz avea 1.093 de locuitori. Din punct de vedere etnic, majoritatea locuitorilor (70,45%) erau maghiari, existând și minorități de greci (22,48%) și germani (0,8%). Apartenența etnică nu este cunoscută în cazul a 5,21% din locuitori. Nu există o religie majoritară, locuitorii fiind persoane fără religie (19,67%), romano-catolici (16,56%), ortodocși (12,81%), reformați (4,48%) și atei (3,29%). Pentru 42,91% din locuitori nu este cunoscută apartenența confesională.